# Trickster (мініальбом)
Trickster (укр. Обманщик) — сьомий мініальбом південнокорейського бой-бенду Oneus. Він вийшов RBW і розповсюджений Kakao Entertainment 17 травня 2022 року. Мініальбом містить сім треків, включаючи головний сингл «Bring It On» та його англійськомовну версію. Фізичне видання альбому вийшло у двох версіях — «Poker» та «Joker».

## Передумови і реліз
У лютому 2022 року Oneus розпочали свій тур по США з дванадцятьма зупинками, включаючи великі міста, такі як Нью-Йорк і Лос-Анджелес, і менші міста, такі як Вілкс-Барре та Лоуренс.
У квітні Oneus оголосили про дві зупинки для продовження свого туру Blood Moon, влаштувавши свій третій японський концерт із шоу в Тібі та Осаці. Вони також оголосили про камбек зі своїм сьомим мініальбомом Trickster, який вийшов 17 травня разом із головним синглом «Bring It On».
20 травня Oneus виступили з «Bring It On» на шоу Music Bank, 21 травня на Show! Music Core, 22 травня на Inkigayo, 25 травня на Show Champion, 26 травня на шоу M Countdown, 3 червня знов на Music Bank.

## Трек-лист
| Список пісень альбому Trickster | Список пісень альбому Trickster  | Список пісень альбому Trickster                                                          | Список пісень альбому Trickster                                               | Список пісень альбому Trickster                        | Список пісень альбому Trickster |
| #                               | Назва                            | Автор слів                                                                               | Автор музики                                                                  | Аранжування                                            | Тривалість                      |
| ------------------------------- | -------------------------------- | ---------------------------------------------------------------------------------------- | ----------------------------------------------------------------------------- | ------------------------------------------------------ | ------------------------------- |
| 1.                              | «Intro: Who Got the Joker?»      | Lee Sang-ho (RBW) Seo Yong-bae (RBW) Lee Ho-sang (RBW) Marvel J Leedo Choi Ye-rim        | Lee Sang-ho (RBW) Seo Yong-bae (RBW) Lee Ho-sang (RBW)                        | Seo Yong-bae (RBW) Lee Ho-Sang (RBW)                   | 2:00                            |
| 2.                              | «Bring It On» (кор. 덤벼)        | Lee Sang-ho (RBW) Seo Yong-bae (RBW) Lee Ho-sang (RBW) Inner Child (MonoTree) Ravn Leedo | Lee Sang-ho (RBW) Seo Yong-bae (RBW) Lee Ho-sang (RBW) Inner Child (MonoTree) | Lee Sang-ho (RBW) Seo Yong-bae (RBW) Lee Ho-sang (RBW) | 3:19                            |
| 3.                              | «Skydivin'»                      | Ravn Leedo Oneway                                                                        | Ravn Oneway                                                                   | Oneway                                                 | 3:10                            |
| 4.                              | «Firebomb» (кор. 두 눈 빠지도록) | Lee Sang-ho (RBW) Seo Yong-bae (RBW) Lee Ho-sang (RBW) Ravn Leedo                        | Lee Sang-ho (RBW) Seo Yong-bae (RBW) Lee Ho-sang (RBW)                        | Lee Sang-ho (RBW) Seo Yong-bae (RBW) Lee Ho-sang (RBW) | 3:40                            |
| 5.                              | «Fragile» (кор. 취급주의)        | Kim Do-hoon (RBW) Lee Sang-ho (RBW) Seo Yong-bae (RBW) Ravn Leedo                        | Kim Do-hoon (RBW) Lee Sang-ho (RBW) Seo Yong-bae (RBW) Ravn                   | Kim Do-hoon (RBW) Lee Sang-ho (RBW) Seo Yong-bae (RBW) | 3:45                            |
| 6.                              | «Mr. Wolf»                       | Park Hyun-kyu ( Vromance ) Seoho Ravn Leedo                                              | Jin Min-ho (RBW) Park Hyun-kyu (Vromance) Seoho Leedo                         | Jin Min-ho (RBW)                                       | 3:20                            |
| 7.                              | «Bring It On» (English ver.)     | Cosmic Sound (RBW) Cosmic Girl                                                           | Cosmic Sound (RBW) Cosmic Girl                                                | Cosmic Sound (RBW) Cosmic Girl                         | 3:22                            |
| 23:56                           |                                  |                                                                                          |                                                                               |                                                        |                                 |

## Чарти

### Тижневі чарти
| Чарт (2022)                     | Пікова позиція |
| ------------------------------- | -------------- |
| Японія Japanese Albums (Oricon) | 5              |
| South Korean Albums (Gaon)      | 2              |

### Місячні чарти
| Чарт (2022)                | Пікова позиція |
| -------------------------- | -------------- |
| Japanese Albums (Oricon)   | 16             |
| South Korean Albums (Gaon) | 8              |

## Історія релізу
| Регіон         | Дата           | Формат                           | Лейбл                   |
| -------------- | -------------- | -------------------------------- | ----------------------- |
| Південна Корея | 17 травня 2022 | CD цифрове завантаження стриминг | RBW Kakao Entertainment |
| Інші           | 17 травня 2022 | Цифрове завантаження стриминг    | RBW Kakao Entertainment |